# Resazuryna
Resazuryna – organiczny związek chemiczny stosowany jako wskaźnik pH i redoks. Poniżej pH 3,8 ma barwę pomarańczową, a powyżej 6,5 ciemnofioletową.

Jako że resazuryna jest redukowana przez żywe komórki, to już 1929 roku została ona zastosowana do oznaczania zawartości bakterii w mleku. Związek ten wykorzystać można też w wielobarwnej wersji pokazu chemicznego, tzw. „niebieskiej butelki”.
Resazurynę można otrzymać poprzez katalizowaną kwasem kondensację rezorcyny z 4-nitrozorezorcyną i następnie utlenienie produktu pośredniego ditlenkiem manganu: